# From Paris With Love
From Paris With Love es el décimo cuarto álbum de estudio de  la banda jamaicana de ska The Skatalites.
El álbum fue grabado en un estudio de París durante una gira en 2001 y demostró que, más de 40 años después de su fundación, la agrupación sigue estando vigente. La alineación de músicos que trabajó en la grabación del disco en el estudio se redujo a tres miembros originales: el saxofonista Lester Sterling, el baterista Lloyd Knibb y el bajista Lloyd Brevett, acompañados de la vocalista Doreen Schaffer (puesto que los grandes Roland Alphonso y Tommy McCook ya habían fallecido), pero contó con la incorporación de Devon James en la guitarra y el trombonista Will Clark, además de la colaboración del tecladista Ken Stewart y el saxofonista Cedric Brooks, con lo cual la banda siguió apegada a sus raíces.
Si bien abundan viejas canciones en el disco, cada toma es simplemente admirable. "Freedom Sounds", el clásico instrumental de ska, suena tan fresco en esta grabación como lo hizo el original décadas atrás. Y las versiones candentes de "Guns of Navarone" y "From Russia with Love" demuestran que la banda todavía puede hacer grandes cosas con lo que podría haber sido un material trillado.
De acuerdo con los especialistas, en este álbum la banda "se dejó llevar en el estudio", tocando en vivo con pocas sobregrabaciones y logrando un tiempo récord de solo 16 horas de grabación total. 
La producción tiene esa sensación cálida y analógica que le da al álbum un sonido clásico incluso siendo una producción nueva. Con buen gusto, el álbum también equilibra clásicos como "Guns Of Navarone" y "River To The Bank" con nuevas canciones como "Lesters Mood" y "Glory To The Sound".
El disco suena como si la banda simplemente hubiera entrado al estudio y grabado su presentación en vivo. La interpretación es excelente, aunque no espectacularmente pulida (como los instrumentos de viento un tanto irregulares en “Glory to the Sound”), pero esta nunca fue una música destinada a ser pulida hasta la perfección. La grabación y la producción, sin embargo, son estelares: todos los instrumentos están perfectamente equilibrados y se puede escuchar y sentir cada matiz. Brevett predomina en la mezcla y  la cantante Doreen Shaffer agrega voces a algunas pistas, como en “When I Fall In Love”, pero este es básicamente el clásico sonido instrumental de The Skatalites. El arte del libreto se hace eco del arte clásico de los álbumes jamaicanos de principios de los 70's, aunque la traducción de las notas del álbum está en un inglés bastante recortado.

## Lista de canciones
| N.º   | Título                    | Duración |  |
| 1.    | «Garden Of Love»          | 4:36     |  |
| 2.    | «Glory To The Sound»      | 4:31     |  |
| 3.    | «From Russia With Love»   | 4:30     |  |
| 4.    | «Ska Fort Rock»           | 4:09     |  |
| 5.    | «When I Fall In Love»     | 3:17     |  |
| 6.    | «Freedom Sounds»          | 4:25     |  |
| 7.    | «Trip To Mars»            | 4:00     |  |
| 8.    | «Pata Pata (Skata Skata)» | 4:03     |  |
| 9.    | «Lester's Mood»           | 4:59     |  |
| 10.   | «Golden Love»             | 3:09     |  |
| 11.   | «African Beat»            | 4:22     |  |
| 12.   | «River To The Bank»       | 4:28     |  |
| 13.   | «Thinking Of You»         | 3:26     |  |
| 14.   | «Guns Of Navarone»        | 5:09     |  |
| 15.   | «Rock Fort Rock»          | 4:03     |  |
| 61.07 |                           |          |  |

## Créditos
- Saxofón alto – Lester Sterling
- Bajo – Lloyd Brevett
- Batería – Lloyd Knibb
- Guitarra – Devon James
- Teclados – Ken Stewart
- Saxofón tenor – Cedric Brooks
- Trombón – Will Clark
- Trompeta – Dizzy Moore
- Voz – Doreen Shaffer
- Productor ejecutivo – Gilbert Castro
- Masterización – François Terrazzoni
- Mezcla - Bruno Castro, Jean Loup Morette
- Arte – Antoine Castro , Matthieu Junquet
- Fotografía  : Aghathe Robilliard , Ben Oldfield , Bruno Castro , Eric Moireire , Lola Doillon
- Escrito : Ben Ofield , Bruno Debord , Julien Vargas , Reynald Donnart